# Station Bunde (Nederland)
Station Bunde is het spoorwegstation van Bunde in de gemeente Meerssen. Het eerste stationsgebouw stamt uit 1862 en was van het standaardtype SS 5e klasse. Dit gebouw is in 1911 verbouwd waarbij een vleugel is uitgebreid. In 1964 is het gebouw gesloopt en vervangen door het standaardtype Douma.
In 2000 liet de NS de baliefunctie vervallen. In juli 2006 is ook dit tweede stationsgebouw gesloopt, nadat het enkele jaren leeg gestaan had. Kenmerkend aan dit gebouw was de bakstenen muur waarop een kunstwerk te zien was.
Op het station zijn kaartautomaten aanwezig, maar kaarten zijn ook bij een postagentschap in Bunde verkrijgbaar. Verder zijn er fietskluizen en een onbewaakte fietsenstalling te vinden, liggen er parkeerplaatsen voor auto’s en is er een taxistandplaats.
Op 15 oktober 2011 was er een groot ongeluk op station Bunde. Een auto met Belgische kentekenplaten werd geschept door een trein en stopte halverwege station Bunde.
In de avond van 29 juni 2021 stonden de sporen blank vanwege hevige regenval. Er werd vervangend busvervoer ingezet en het treinverkeer werd pas een dag later in de avond weer hervat. De oorzaak van het onderlopen was dat de sporen wat lager liggen dan de omgeving en dat daarnaast het station aan de voet van het Centraal Plateau ligt. Op het nabijgelegen weerstation op het vliegveld in Beek werd 83 millimeter regen gemeten op die dinsdag en dit was hoger dan ooit.

## Treinverbindingen
De volgende treinserie halteert in de dienstregeling 2025 te Bunde:
| Serie       | Treinsoort         | Route                                                 | Bijzonderheden |
| ----------- | ------------------ | ----------------------------------------------------- | -------------- |
| 32400 RS 12 | Stoptrein (Arriva) | Maastricht Randwyck – Maastricht – Sittard – Roermond | station Bunde  |

Na middernacht rijdt de laatste trein richting Roermond niet verder dan Sittard.

## Voor- en natransport
Sinds 12 december 2021 stoppen de volgende lijnen bij dit station:
- Lijn 9: Maastricht Koningin Emmaplein - Station Maastricht - Limmel - Borgharen - Itteren - Bunde
- Lijn 797: Meerssen - Bunde - Geulle - Hussenberg - Beek (buurtbus)

## Afbeeldingen

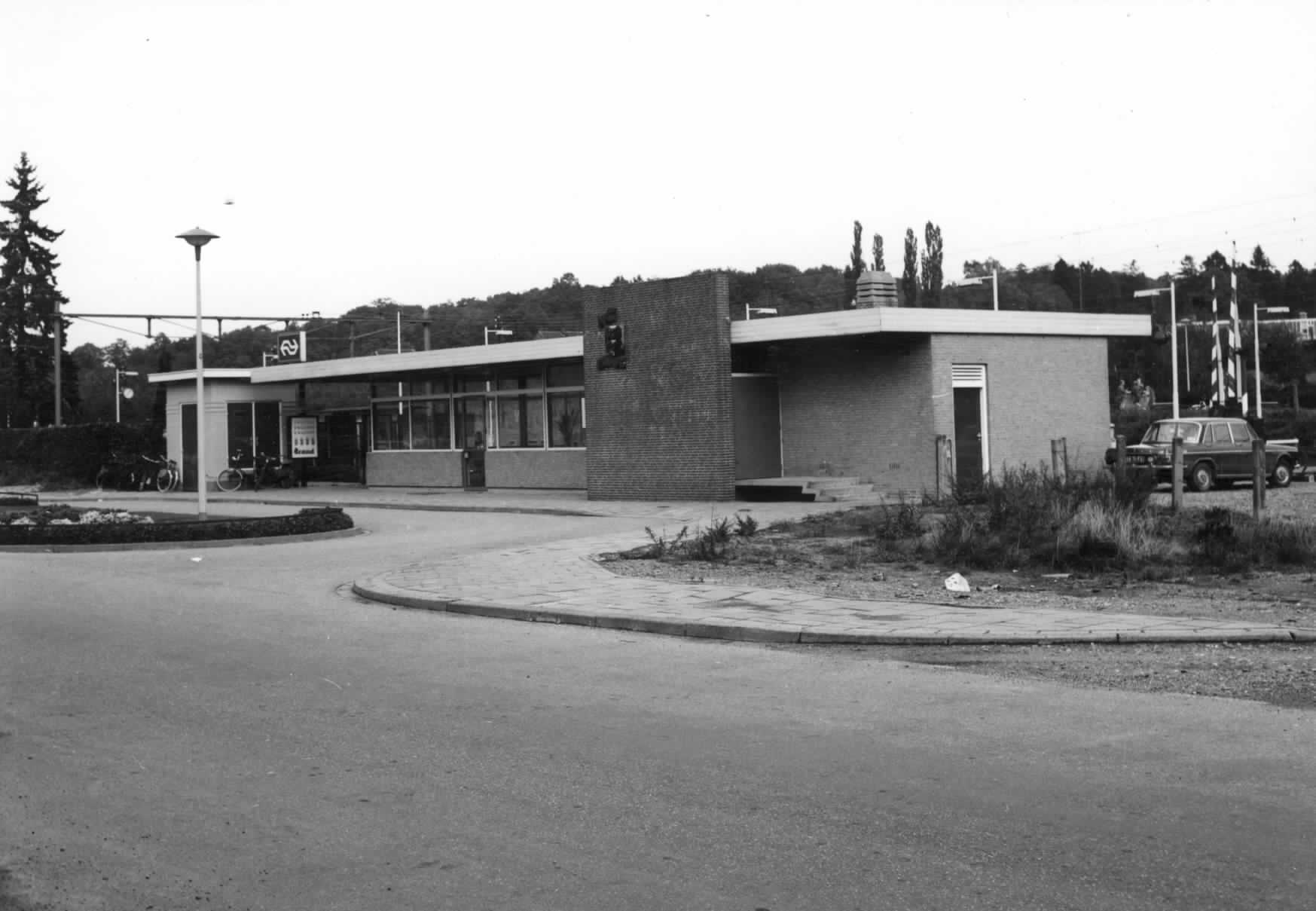
Het station in 1970
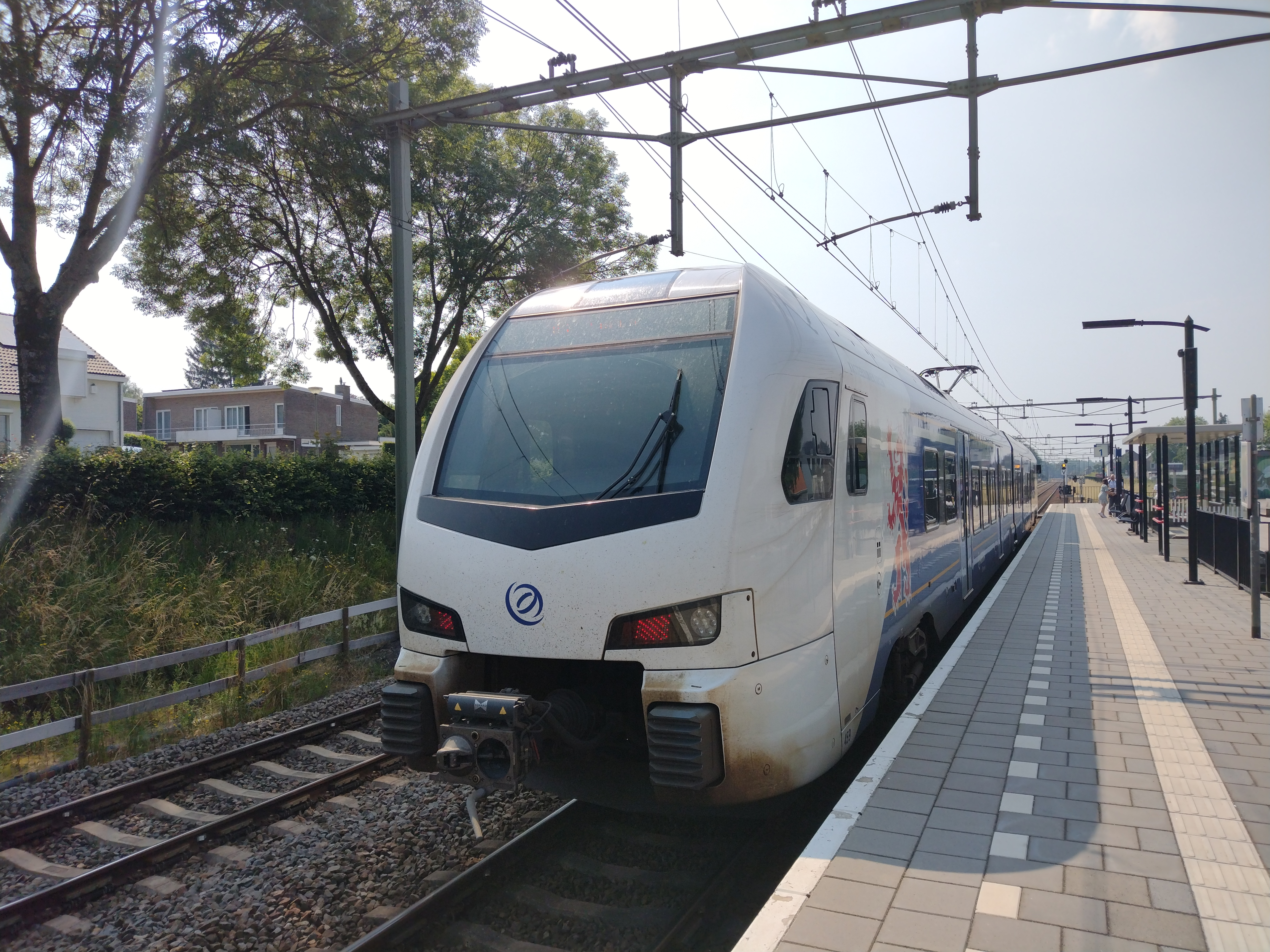
Arriva GTW op het station
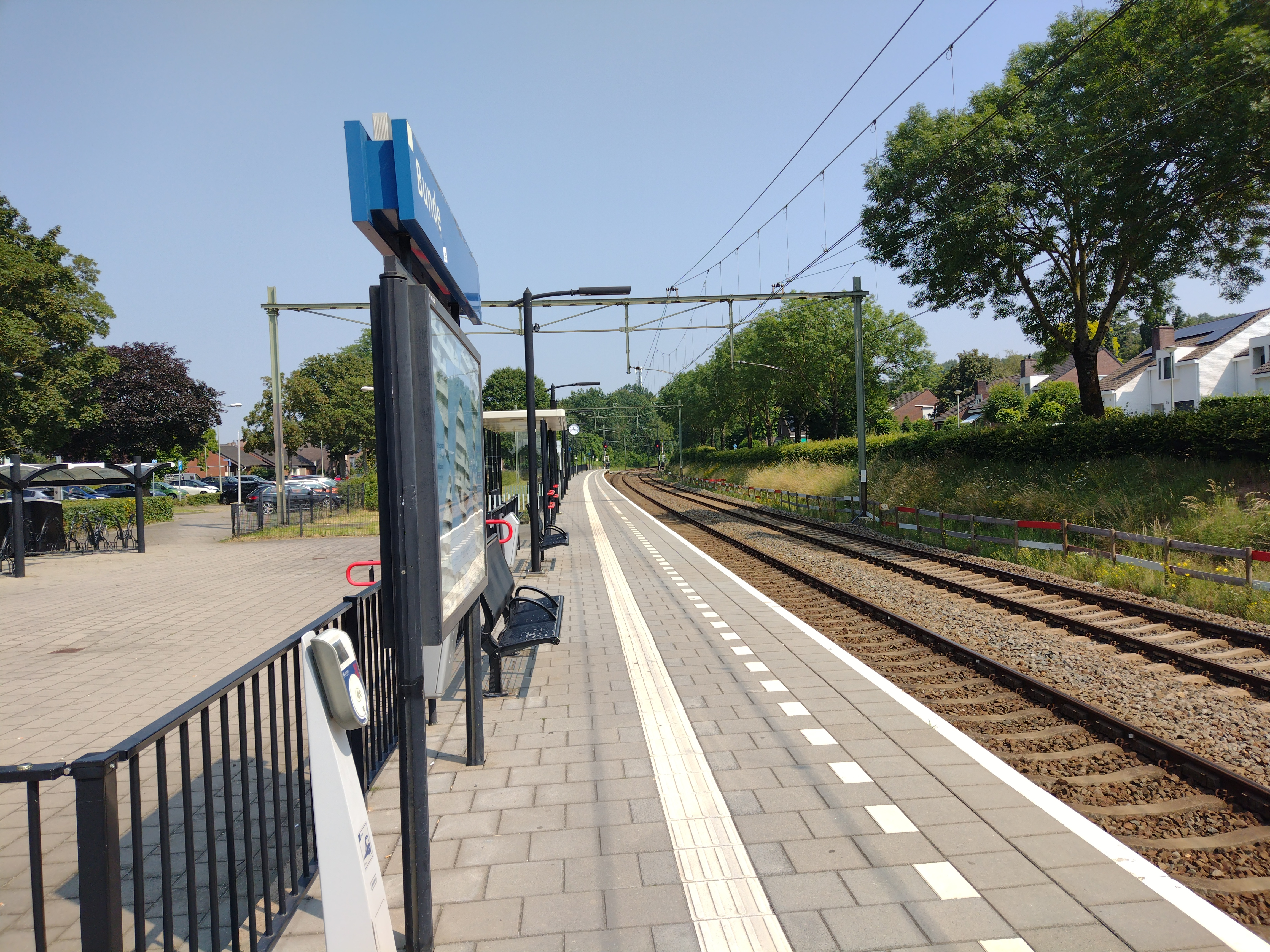
Een van de perrons

Beek-Elsloo ·
Blerick · 
Bunde · 
Chevremont · 
Echt ·
Eijsden ·
Eygelshoven ·
-Markt · 
Geleen:
-Lutterade · 
-Oost · 
Heerlen ·
-Woonboulevard ·
Hoensbroek · 
Horst-Sevenum · 
Houthem-Sint Gerlach · 
Kerkrade Centrum ·
Klimmen-Ransdaal · 
Landgraaf · 
Maastricht ·
-Noord · 
-Randwyck · 
Meerssen ·
Mook-Molenhoek ·
Nuth · 
Reuver · 
Roermond ·
Schin op Geul · 
Schinnen · 
Sittard · 
Spaubeek · 
Susteren · 
Swalmen · 
Tegelen · 
Valkenburg · 
Venlo · 
Venray ·
Voerendaal · 
Weert
Voormalige stations: zie de lijst van voormalige spoorwegstations in Limburg (Nederland)